# Jim McMahon
James Robert „Jim“ McMahon, Jr. (* 21. August 1959 in Jersey City, New Jersey) ist ein ehemaliger US-amerikanischer American-Football-Spieler auf der Position des Quarterbacks. Er spielte 15 Jahre für sechs Teams in der National Football League (NFL) und gewann mit den Chicago Bears als Starting-Quarterback den Super Bowl XX. Mit den Green Bay Packers gewann er elf Jahre später einen weiteren Super Bowl (Super Bowl XXXI) als Ersatzmann.

## Karriere als Spieler
McMahon spielte an der Brigham Young University unter Cheftrainer LaVell Edwards College Football und führte 1980 nach einem Rückstand von 20 Punkten seine Mannschaft noch zum Sieg im Holiday Bowl. Er wurde 1982 von den Chicago Bears in der ersten Runde als fünfter Spieler der NFL Draft ausgewählt. Bei den Bears schlug er öfters über die Stränge, so z. B. mit Alkoholkonsum und Werbung auf seinem Stirnband. 1985 führte er die Bears zu einer 15:1-Bilanz und zu einem Sieg im Super Bowl XX. 1986 wurde er von Charles Martin, in einem Spiel gegen die Green Bay Packers, nach dem Passwurf noch hinterrücks gefoult und verletzte sich schwer an der Schulter. Von 1989 bis 1994 spielte er für die San Diego Chargers, Philadelphia Eagles, Minnesota Vikings und Arizona Cardinals. 1996 wurde er Ersatzspieler bei den Green Bay Packers. Mit den Packers gewann er den Super Bowl XXXI, kam im Spiel aber nicht zum Einsatz und in der gesamten Saison nur in fünf Spielen zu Kurzeinsätzen. Nach dem Super-Bowl-Sieg beendete er seine Karriere. Seinem Rebellenimage wurde er noch einmal gerecht, als er beim Empfang der Packers im Weißen Haus demonstrativ mit seinem alten Chicago-Trikot mit der Nr. 9 teilnahm, um daran zu erinnern, dass in der Saison 1985, als die Chicago Bears den Super Bowl gewannen, der traditionelle Empfang der Siegermannschaft nach der Challenger-Katastrophe (am 28. Januar 1986) abgesagt wurde.
McMahon blieb zwischen dem 21. Oktober 1984 und 10. November 1987 in 25 aufeinanderfolgenden Spielen (22 in der Regular Season und drei in den Play-offs)  als Starting-Quarterback ungeschlagen. In jenen Spielen, die die Bears in diesem Zeitraum verloren, kam er (meist verletzungsbedingt) entweder von der Bank oder spielte gar nicht.

## Gesundheitliche Probleme
Im Zusammenhang mit den zunehmenden Erkenntnissen, dass etliche ehemalige NFL-Spieler, vermutlich bedingt durch wiederholte Gehirnerschütterungen während ihrer Footballkarriere, an Krankheiten wie Alzheimer, Depressionen und anderen Formen von Demenz leiden und bei einigen eine chronisch-traumatische Enzephalopathie (CTE) diagnostiziert wurde, führte auch Jim McMahon einige Symptome, an denen er leidet, nämlich Kurzzeit-Gedächtnisschwund und Vergesslichkeit, auf seine Football-Karriere zurück: "My short-term memory seems to be hampered. Every once in a while I go through this period where I just don’t remember things. Laurie (Navon, seine Freundin) has told me a lot of things that I don’t remember doing. It’s frustrating at times.” McMahon will sein Gehirn dem  Center for the Study of Traumatic Encephalopathy (CSTE) an der Boston University zu Forschungszwecken überlassen.